# Национал-демократе Шведске
Национал-демократе (швед. Nationaldemokraterna, ND) је националистичка политичка странка у Шведској. Њен председник је Марк Абрамсон.
Настала је 2001. године расцепом у странци Шведске демократе.
НД себе описује као демократске националисте и етноплуралисте, а за своју идеологију користи назив Национална демократија.
НД веома оштро критикује глобализацијске процесе, мултикорпорације називају империјалистима и истребљивачима радних људи, такође НД критикује политику САД и залаже се за излазак Шведске из ЕУ и НАТО.
Током 2005. године организовала је митинг против окупације Авганистана, Ирака, Палестине и Србије, јасно показујући антиамерички став.
Иако нема великих успеха на државном нивоу, на локалу НД је јака, а посебно у Стокхолму где има подршку до 15% гласова.